# Becca Rayette
La Becca Rayette (pron. fr. AFI: [ʁajɛt]; 3.529 m s.l.m. - detta anche Bec d'Épicoun o Becca d'Épicoun) è una montagna delle Alpi del Grand Combin nelle Alpi Pennine. Si trova lungo la linea di frontiera tra l'Italia e la Svizzera.

## Descrizione
Dal versante italiano si può salire sulla vetta partendo dal Rifugio Crête Sèche.